# ローディの和
ローディの和（ローディのわ、伊: Pace di Lodi）は、15世紀イタリアの五大国が1454年にローディにおいて結んだ和平協定。イタリアの諸都市国家間の戦争に終止符を打った。

## 概説
イタリアはそれまでルネサンスの時代を迎えていたが、一方でイタリアの覇権を巡って戦乱の絶えない時代でもあった。しかし1453年、東ローマ帝国が大国として著しい台頭をしたオスマン帝国に滅ぼされると（コンスタンティノープルの陥落）、イタリア諸都市国家はにわかに危機感を強めることとなった。翌1454年イタリアで当時五大国と知られていた国々がローディに集結し協定が結ばれた。
この和平協定によってイタリアは、諸都市国家間の戦乱の時代に終わりを告げ、その後40年間に及ぶ「イタリアの平和」をもたらすことになった。またルネサンス（盛期ルネサンス）も最盛期を迎えることになる。

## 参加国
- フィレンツェ共和国（メディチ家）
- ミラノ公国（スフォルツァ家）
- ヴェネツィア共和国
- ローマ教皇国
- ナポリ王国